# Village People/Diskografie
Diese Diskografie ist eine Übersicht über die musikalischen Werke der US-amerikanischen Disco-Band Village People. Den Quellenangaben zufolge hat sie bisher mehr als 100 Millionen Tonträger verkauft, davon alleine in ihrer Heimat über 11,3 Millionen. Ihre erfolgreichste Veröffentlichung ist die Single Y.M.C.A. mit mehr als zwölf Millionen verkauften Einheiten.

## Alben

### Studioalben
| Jahr | Titel Musiklabel                 | Höchstplatzierung, Gesamtwochen, AuszeichnungChartplatzierungen (Jahr, Titel, Musiklabel, Platzierungen, Wochen, Auszeichnungen, Anmerkungen) | Höchstplatzierung, Gesamtwochen, AuszeichnungChartplatzierungen (Jahr, Titel, Musiklabel, Platzierungen, Wochen, Auszeichnungen, Anmerkungen) | Höchstplatzierung, Gesamtwochen, AuszeichnungChartplatzierungen (Jahr, Titel, Musiklabel, Platzierungen, Wochen, Auszeichnungen, Anmerkungen) | Höchstplatzierung, Gesamtwochen, AuszeichnungChartplatzierungen (Jahr, Titel, Musiklabel, Platzierungen, Wochen, Auszeichnungen, Anmerkungen) | Höchstplatzierung, Gesamtwochen, AuszeichnungChartplatzierungen (Jahr, Titel, Musiklabel, Platzierungen, Wochen, Auszeichnungen, Anmerkungen) | Höchstplatzierung, Gesamtwochen, AuszeichnungChartplatzierungen (Jahr, Titel, Musiklabel, Platzierungen, Wochen, Auszeichnungen, Anmerkungen) | Anmerkungen                                                    |
| Jahr | Titel Musiklabel                 | DE | AT | CH | UK | US | R&B | Anmerkungen                                                    |
| ---- | -------------------------------- | --- | --- | --- | --- | --- | --- | -------------------------------------------------------------- |
| 1977 | Village People Casablanca        | — | — | — | — | US54 Gold · (86 Wo.)US | R&B36 (8 Wo.)R&B | Erstveröffentlichung: 11. Juli 1977 Verkäufe: + 610.000        |
| 1978 | Macho Man Casablanca             | — | — | — | — | US24 Platin · (69 Wo.)US | R&B31 (32 Wo.)R&B | Erstveröffentlichung: 27. Februar 1978 Verkäufe: + 2.000.000   |
| 1978 | Cruisin’ Casablanca              | DE1 Gold · (23 Wo.)DE | AT1 (16 Wo.)AT | — | UK24 (9 Wo.)UK | US3 Platin · (45 Wo.)US | R&B5 (29 Wo.)R&B | Erstveröffentlichung: 25. September 1978 Verkäufe: + 4.030.000 |
| 1979 | Go West Casablanca               | DE14 Gold · (13 Wo.)DE | AT22 (8 Wo.)AT | — | UK14 Gold · (19 Wo.)UK | US8 Platin · (21 Wo.)US | R&B14 (12 Wo.)R&B | Erstveröffentlichung: 26. März 1979 Verkäufe: + 1.940.000      |
| 1979 | Live and Sleazy Casablanca       | — | — | — | — | US32 Gold · (20 Wo.)US | R&B57 (3 Wo.)R&B | Erstveröffentlichung: 20. September 1979 Verkäufe: + 2.000.000 |
| 1980 | Can’t Stop the Music Casablanca  | — | AT20 (2 Wo.)AT | — | UK9 (8 Wo.)UK | US47 (12 Wo.)US | — | Erstveröffentlichung: 20. Mai 1980 Verkäufe: + 135.000         |
| 1981 | Renaissance RCA                  | — | — | — | — | US138 (4 Wo.)US | — | Erstveröffentlichung: 25. Juni 1981                            |
| 1982 | Fox on the Box RCA               | — | — | — | — | — | — | Erstveröffentlichung: 1. Juli 1982                             |
| 1985 | Sex over the Phone Scorpio       | — | — | — | — | — | — | Erstveröffentlichung: 12. Juli 1985                            |
| 2018 | A Village People Christmas Ceres | — | — | — | — | — | — | Erstveröffentlichung: 27. November 2018                        |

grau schraffiert: keine Chartdaten aus diesem Jahr verfügbar

### Kompilationen
| Jahr | Titel                          | Höchstplatzierung, Gesamtwochen, AuszeichnungChartplatzierungen (Jahr, Titel, Platzierungen, Wochen, Auszeichnungen, Anmerkungen) | Höchstplatzierung, Gesamtwochen, AuszeichnungChartplatzierungen (Jahr, Titel, Platzierungen, Wochen, Auszeichnungen, Anmerkungen) | Höchstplatzierung, Gesamtwochen, AuszeichnungChartplatzierungen (Jahr, Titel, Platzierungen, Wochen, Auszeichnungen, Anmerkungen) | Höchstplatzierung, Gesamtwochen, AuszeichnungChartplatzierungen (Jahr, Titel, Platzierungen, Wochen, Auszeichnungen, Anmerkungen) | Höchstplatzierung, Gesamtwochen, AuszeichnungChartplatzierungen (Jahr, Titel, Platzierungen, Wochen, Auszeichnungen, Anmerkungen) | Höchstplatzierung, Gesamtwochen, AuszeichnungChartplatzierungen (Jahr, Titel, Platzierungen, Wochen, Auszeichnungen, Anmerkungen) | Anmerkungen                             |
| Jahr | Titel                          | DE | AT | CH | UK | US | R&B | Anmerkungen                             |
| ---- | ------------------------------ | --- | --- | --- | --- | --- | --- | --------------------------------------- |
| 1993 | The Best of the Village People | — | — | — | UK72 (1 Wo.)UK | — | — | Erstveröffentlichung: November 1993     |
| 2019 | Gold                           | — | — | — | UK66 (1 Wo.)UK | — | — | Erstveröffentlichung: 15. November 2019 |

Weitere Kompilationen
- 1979: I Am What I Am – The Best of Village People
- 1986: The Hits
- 1988: Greatest Hits
- 1989: Greatest Hits Remix
- 1991: The Hits
- 1992: Greatest Hits
- 1994: The Best of Village People
- 1997: We Want You: The Very Best of Village People
- 1997: San Francisco / Macho Man
- 1998: We Want You – Greatest Hits
- 1999: Village People Greatest Hits
- 2001: The Best of Village People
- 2005: The History Day
- 2005: The History Night
- 2014: Icon

## Singles
| Jahr | Titel Album                                            | Höchstplatzierung, Gesamtwochen, AuszeichnungChartplatzierungen (Jahr, Titel, Album, Platzierungen, Wochen, Auszeichnungen, Anmerkungen) | Höchstplatzierung, Gesamtwochen, AuszeichnungChartplatzierungen (Jahr, Titel, Album, Platzierungen, Wochen, Auszeichnungen, Anmerkungen) | Höchstplatzierung, Gesamtwochen, AuszeichnungChartplatzierungen (Jahr, Titel, Album, Platzierungen, Wochen, Auszeichnungen, Anmerkungen) | Höchstplatzierung, Gesamtwochen, AuszeichnungChartplatzierungen (Jahr, Titel, Album, Platzierungen, Wochen, Auszeichnungen, Anmerkungen) | Höchstplatzierung, Gesamtwochen, AuszeichnungChartplatzierungen (Jahr, Titel, Album, Platzierungen, Wochen, Auszeichnungen, Anmerkungen) | Höchstplatzierung, Gesamtwochen, AuszeichnungChartplatzierungen (Jahr, Titel, Album, Platzierungen, Wochen, Auszeichnungen, Anmerkungen) | Höchstplatzierung, Gesamtwochen, AuszeichnungChartplatzierungen (Jahr, Titel, Album, Platzierungen, Wochen, Auszeichnungen, Anmerkungen) | Anmerkungen                                                            | [↑]: gemeinsam behandelt mit vorhergehendem Eintrag; [←]: in beiden Charts platziert |
| Jahr | Titel Album                                            | DE | AT | CH | UK | US | R&B | Dance | Anmerkungen                                                            |                                                                                      |
| ---- | ------------------------------------------------------ | --- | --- | --- | --- | --- | --- | --- | ---------------------------------------------------------------------- | ------------------------------------------------------------------------------------ |
| 1977 | San Francisco (You’ve Got Me) Village People           | — | — | — | UK45 (6 Wo.)UK | — | — | Dance1 (23 Wo.)Dance | Erstveröffentlichung: 1977                                             |                                                                                      |
| 1978 | In Hollywood (Everybody Is a Star) Village People      | — | — | — | — | — | — | — | Erstveröffentlichung: 8. April 1978                                    |                                                                                      |
| 1978 | Macho Man                                              | — | — | — | — | US25 Gold · (15 Wo.)US | — | Dance4 (18 Wo.)Dance | Erstveröffentlichung: Juni 1978 Verkäufe: + 2.550.000                  |                                                                                      |
| 1978 | I Am What I Am / Key West Macho Man                    | DE32 (4 Wo.)DE | — | — | — | — | — | — | Erstveröffentlichung: 12. September 1978                               |                                                                                      |
| 1978 | Y.M.C.A. / Hot Cop Cruisin’                            | DE1 Gold · (25 Wo.)DE | AT1 (20 Wo.)AT | CH1 (17 Wo.)CH | UK1 Platin · (20 Wo.)UK | US2 Platin · (26 Wo.)US | R&B32 (16 Wo.)R&B | Dance2 (23 Wo.)Dance | Erstveröffentlichung: 17. Oktober 1978 Verkäufe: + 12.000.000          |                                                                                      |
| 1979 | In the Navy / Manhattan Woman Go West                  | DE3 Platin · (13 Wo.)DE | AT5 (12 Wo.)AT | CH7 (8 Wo.)CH | UK2 Silber · (9 Wo.)UK | US3 Gold · (18 Wo.)US | R&B30 (12 Wo.)R&B | Dance14 (12 Wo.)Dance | Erstveröffentlichung: 17. März 1979 Verkäufe: + 1.920.000              |                                                                                      |
| 1979 | Go West                                                | — | — | — | UK15 (8 Wo.)UK | US45 (9 Wo.)US | — | — | Erstveröffentlichung: Juni 1979 Verkäufe: + 200.000                    |                                                                                      |
| 1979 | Sleazy Live and Sleazy                                 | — | — | — | — | US52 (9 Wo.)US | — | Dance26 (21 Wo.)Dance | Erstveröffentlichung: September 1979                                   |                                                                                      |
| 1979 | Ready for the 80’s Live and Sleazy                     | — | — | — | —[US: ↑] | US52 (9 Wo.)US | —[Dance: ↑] | Dance26 (21 Wo.)Dance | Erstveröffentlichung: Oktober 1979                                     |                                                                                      |
| 1980 | Can’t Stop the Music / Liberation Can’t Stop the Music | DE10 (16 Wo.)DE | AT19 (2 Wo.)AT | — | UK11 (11 Wo.)UK | — | — | Dance27 (13 Wo.)Dance | Erstveröffentlichung: 1980 Verkäufe: + 40.000                          |                                                                                      |
| 1985 | Sex over the Phone                                     | DE40 (9 Wo.)DE | — | — | UK59 (6 Wo.)UK | — | — | — | Erstveröffentlichung: 1985                                             |                                                                                      |
| 1985 | New York City Sex over the Phone                       | — | — | — | UK97 (2 Wo.)UK | — | — | — | Erstveröffentlichung: 1985                                             |                                                                                      |
| 1985 | Medley 1985 / Y.M.C.A. (U. S. Remix) –                 | — | — | — | UK91 (3 Wo.)UK | — | — | — | Erstveröffentlichung: 1985                                             |                                                                                      |
| 1993 | Y.M.C.A. (’93 Remix) The Best of Village People        | DE96 (5 Wo.)DE | — | — | UK12 (7 Wo.)UK | — | — | — | Erstveröffentlichung: 1993 Remix: Dave Ford                            |                                                                                      |
| 1994 | In the Navy (’94 Remix) The Best of Village People     | — | — | — | UK36 (3 Wo.)UK | — | — | — | Erstveröffentlichung: 1994 Remix: Joachim Heider, Mr. Kalif            |                                                                                      |
| 1994 | Far Away in America                                    | DE44 (5 Wo.)DE | — | — | — | — | — | — | Erstveröffentlichung: 1994 mit der deutschen Fußballnationalmannschaft |                                                                                      |
| 1999 | Y.M.C.A. (’99 Millennium Mix) Greatest Hits            | — | — | — | UK35 (4 Wo.)UK | — | — | — | Erstveröffentlichung: 1999                                             |                                                                                      |

Weitere Singles
- 1978: Just a Gigolo / I Ain’t Got Nobody (Medley)
- 1979: I Wanna Shake Your Hand
- 1980: Magic Night
- 1981: Action Man
- 1981: 5 O’Clock in the Morning
- 1981: Do You Wanna Spend the Night
- 1981: Fireman
- 1982: Play Bach
- 1982: Fox on the Box
- 1982: Everybody Loves the Funk
- 1983: America
- 1988: Livin’ in the Wildlife
- 1989: Megamix
- 1998: We Want You – The 1998 Megamix
- 2013: Let’s Go Back to the Dance Floor
- 2018: A Very Merry Christmas to You
- 2020: If You Believe
- 2021: My Agenda (mit Dorian Electra & Pussy Riot)

## Videoalben
- 1983: Can’t Stop the Music
- 2001: The Best Of – 18 Non-Stop Dance Hits
- 2002: Village People DVD
- 2007: Live in Japan

## Statistik

### Chartauswertung
|                     | DE    | AT    | UK    | US    | R&B     |
| ------------------- | ----- | ----- | ----- | ----- | ------- |
| Nummer-eins-Alben   | DE1DE | AT1AT | UK—UK | US—US | R&B—R&B |
| Top-10-Alben        | DE1DE | AT1AT | UK1UK | US2US | R&B1R&B |
| Alben in den Charts | DE2DE | AT3AT | UK5UK | US7US | R&B5R&B |

|                       | DE    | AT    | CH    | UK     | US    | R&B     | Dance       |
| --------------------- | ----- | ----- | ----- | ------ | ----- | ------- | ----------- |
| Nummer-eins-Singles   | DE1DE | AT1AT | CH1CH | UK1UK  | US—US | R&B—R&B | Dance1Dance |
| Top-10-Singles        | DE3DE | AT2AT | CH2CH | UK2UK  | US2US | R&B—R&B | Dance3Dance |
| Singles in den Charts | DE7DE | AT3AT | CH2CH | UK10UK | US5US | R&B2R&B | Dance6Dance |

### Auszeichnungen für Musikverkäufe
| Goldene Schallplatte - Australien - 1979: für das Album Go West - Dänemark - 2022: für die Single Y.M.C.A. - Italien - 2019: für die Single Y.M.C.A. - Neuseeland - 1980: für das Album Village People - Niederlande - 1979: für das Album Cruisin’ - Spanien - 1980: für das Album Can’t Stop the Music - 2024: für die Single Y.M.C.A. Platin-Schallplatte - Australien - 1980: für das Album Can’t Stop the Music - Kanada - 1979: für das Album Live and Sleazy - 1979: für das Album Village People - 1979: für die Single In the Navy - 1979: für die Single Macho Man - Neuseeland - 1979: für die Single Y.M.C.A. - 1980: für das Album Go West - 1980: für die Single In the Navy - Niederlande - 1979: für die Single Y.M.C.A. | 2× Platin-Schallplatte - Kanada - 1979: für die Single Y.M.C.A. - Neuseeland - 1980: für die Single Can’t Stop the Music 3× Platin-Schallplatte - Kanada - 1979: für das Album Go West - 1979: für das Album Macho Man - Neuseeland - 1980: für das Album Can’t Stop the Music 4× Platin-Schallplatte - Kanada - 1979: für das Album Cruisin’ - Neuseeland - 1978: für das Album Cruisin’ |

Anmerkung: Auszeichnungen in Ländern aus den Charttabellen bzw. Chartboxen sind in ebendiesen zu finden.
| Land/RegionAuszeichnungen für Musikverkäufe (Land/Region, Auszeichnungen, Verkäufe, Quellen) | Silber  | Gold       | Platin       | Verkäufe   | Quellen                 |
| -------------------------------------------------------------------------------------------- | ------- | ---------- | ------------ | ---------- | ----------------------- |
| Australien (ARIA)                                                                            | —       | Gold1      | Platin1      | 70.000     | Einzelnachweise         |
| Belgien (BRMA)                                                                               | —       | —          | —            | 300.000    | Einzelnachweise         |
| Dänemark (IFPI)                                                                              | —       | Gold1      | —            | 45.000     | ifpi.dk                 |
| Deutschland (BVMI)                                                                           | —       | 3× Gold3   | Platin1      | 2.500.000  | musikindustrie.de       |
| Italien (FIMI)                                                                               | —       | Gold1      | —            | 25.000     | fimi.it                 |
| Japan (RIAJ)                                                                                 | —       | —          | —            | 500.000    | Einzelnachweise         |
| Kanada (MC)                                                                                  | —       | —          | 16× Platin16 | 1.800.000  | musiccanada.com         |
| Neuseeland (RMNZ)                                                                            | —       | Gold1      | 12× Platin12 | 250.000    | Einzelnachweise         |
| Niederlande (NVPI)                                                                           | —       | Gold1      | Platin1      | 300.000    | nvpi.nl                 |
| Schweiz (IFPI)                                                                               | —       | —          | —            | 100.000    | Einzelnachweise         |
| Spanien (Promusicae)                                                                         | —       | 2× Gold2   | —            | 80.000     | elportaldemusica.es ES2 |
| Vereinigte Staaten (RIAA)                                                                    | —       | 4× Gold4   | 4× Platin4   | 11.300.000 | riaa.com                |
| Vereinigtes Königreich (BPI)                                                                 | Silber1 | Gold1      | Platin1      | 2.450.000  | bpi.co.uk               |
| Insgesamt                                                                                    | Silber1 | 15× Gold15 | 36× Platin36 |            |                         |